# Tegenaria racovitzai
Tegenaria racovitzai es una especie de arañas araneomorfas de la familia Agelenidae.

## Distribución geográfica
Es endémica del este de la península ibérica (España) y sudoeste de Francia.